# Каражал
Каража́л (каз. Қаражал) — місто, центр Каражальської міської адміністрації Улитауської області.
Населення — 8295 осіб (2021; 10027 у 2009, 12658 у 1999, 16135 у 1989).
Станом на 1989 рік існувала Каражальська міська рада (місто Каражал).